# Phrynobatrachus sandersoni
Phrynobatrachus sandersoni är en groddjursart som först beskrevs av Parker 1935.  Phrynobatrachus sandersoni ingår i släktet Phrynobatrachus och familjen Phrynobatrachidae. IUCN kategoriserar arten globalt som livskraftig. Inga underarter finns listade i Catalogue of Life.